# قائمة أنواع ألعاب الفيديو
تُصنف ألعاب الفيديو حسب طريقة اللعب والتفاعل مع اللعبة وليس بناءً على الاختلافات الرسومية أو السردية. نوع لعبة الفيديو يعرف بمجموعة من التحديات لنظام اللعب. فتصنف الألعاب بغض النظر عن وضعية اللعب أو العالم الذي تجري فيه اللعبة، فمثلاً: لعبة الأكشن تبقى لعبة أكشن ولا يهم إذا وقعت في عالم الخيال أو في الفضاء الخارجي
.

## قائمة أنواع الألعاب

### أكشن (Action)

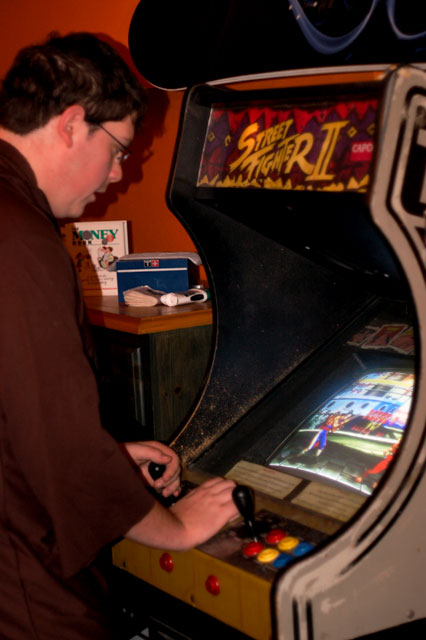
شخص يلعب ستريت فايتر 2، لعبة قتال

ألعاب الأكشن تتطلب من اللاعب الحركة السريعة، وغالباً ما ترتبط بالقتال.
- بيتم أب (Beat'em Up)

ألعاب البيتم أب تركز على مقاتلة اللاعب للعديد من الأعداء من خلال اللكم أو الركل، أو باستخدام السيوف كما في ألعاب الهاك آند سلاش (بالإنجليزية: Hack & Slash) في العديد من المراحل أو المناطق. الهدف غالباً هو قتل جميع الأعداء في المنطقة ومن ثم هزيمة زعيمهم، أو المرور على طول المنطقة المليئة بالأعداء حتى الوصول لنهايتها. فاينال فايت (بالإنجليزية: Final Fight) هي مثال على هذا النوع من الألعاب.
- القتال (Fighting)

ألعاب القتال عبارة عن مقاتلات لاعب ضد لاعب في مكان معين ولمدة معينة. وفيها يقوم اللاعبون بالضربات البدنية السريعة، وفي وقت قصير (غالباً دقيقة أو أقل) يحصل اللاعب الذي حقق ضرراً أكبر ضد اللاعب الآخر وقضى عليه على نقطة تدل على أنه فاز في الدور. تتطلب الكثير من ألعاب القتال الفوز في دورين لكي يواصل اللاعب اللعبة. من أشهر ألعاب هذا النوع ستريت فايتر (بالإنجليزية: Street Fighter).
- الكرة والدبابيس (Pinball)

ألعاب الكرة والدبابيس (بالإنجليزية: Pinball) وتسمى أيضاً الفليبر (بالإنجليزية: Flipper) هي ألعاب الفيديو المقلدة لماكينات الكرة والدبابيس المعروفة. في الكثير من الأحيان تحتوي على أمور خيالية غير موجودة في الماكينات الحقيقة. بوكيمون بينبول (بالإنجليزية: Pokémon Pinball) هي إحدى الألعاب المشهورة بهذا النوع.
- المنصات (Platform)

ألعاب المنصات هي نوع من ألعاب الأكشن تركز على القفز بين المنصات وتفادي السقوط، وتشمل أحياناً على التسلق والتصويب. معظم شخصيات ألعاب المنصات كرتونية. ومن أشهر ألعاب المنصات القنفذ سونيك (بالإنجليزية: Sonic).
- تصويب منظور الشخص الأول (First-Person Shooter)

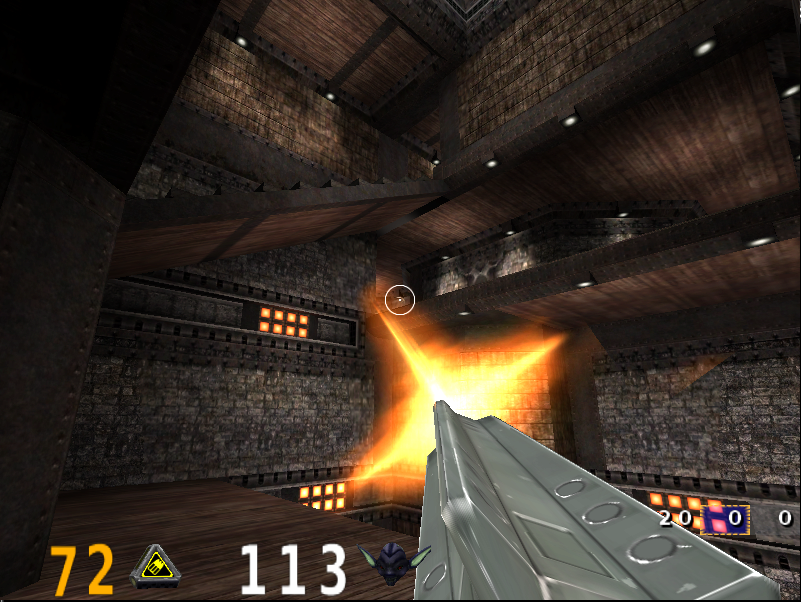
لعبة من نوع تصويب منظور الشخص الأول (FPS)

هي ألعاب الأكشن التي تركز على القتل بواسطة الأسلحة وخصوصاً المسدسات. يتحكم اللاعب بشخصية واحدة بواسطة المنظور الأول حيث لا يرى من اللاعب سوى يده وسلاحه. من أشهر ألعاب هذا النوع دوم (بالإنجليزية: Doom) وكول أوف ديوتي (بالإنجليزية: Call Of Duty) وباتل فيلد (بالإنجليزية: Battlefield)
- تصويب المسدس الخفيف (Light Gun Shooter)

هي ألعاب تصويب، ولكن بخلاف تصويب المنظور الأول لا يمكن للاعب التجول بنفسه بل الهدف هو تحريك المؤشر أو توجيه المسدس نحو العدو وقتله لكي يتقدم اللاعب في اللعبة. يفضل في هذا النوع من الألعاب استخدام المسدس الخفيف عوضاً عن أداة التحكم حيث يكون توجيه المسدس نحو شاشة التلفزيون أسهل. من أشهر وأقدم ألعاب هذا النوع دك هنت (بالإنجليزية: Duck Hunt).
- شوتم أب (Shoot'em Up)

في ألعاب الشوتم أب يتم التحكم بمركبة فضائية أو بشخصية خيالية طائرة حيث يتم تفجير المركبات الأخرى أو الأغراض المتناثرة في المراحل. ستار فوكس (Star Fox) من أشهر ألعاب هذا النوع.
- التصويب التكتيكي (Tactical Shooter)

ألعاب التصويب التكتيكي هي مشابهة لألعاب تصويب منظور الشخص الأول من حيث طريقة اللعب. ولكن الاختلاف هو أن الهدف في ألعاب التصويب التكتيكي ليس القضاء على جميع الأعداء بل التخطيط والعمل مع فريق آخر للقيام بعملية معينة. لعل من أشهر ألعاب هذا النوع توم كلانسيز جوست ركون (Tom Clancy's Ghost Recon).
- تصويب منظور الشخص الثالث (Third-Person Shooter)

ألعاب تصويب منظور الشخص الثالث مشابهة كثيراً للمنظور الأول. الاختلاف الرئيسي هو وضع الكاميرا حيث في المنظور الثالث يمكن مشاهدة جسد اللاعب وما يحيط به. من الأمثلة على هذا النوع غراند ثفت أوتو (بالإنجليزية: Grand Theft Auto).

### مغامرات الأكشن (Action-Adventure)
كما هو واضح من الاسم فإن هذا النوع من الألعاب يدمج عناصر ألعاب الأكشن مع المغامرات والاستكشاف أو حل الألغاز.
- التسلل (Stealth)

في ألعاب التسلل الهدف غالباً هو المرور في المنطقة من دون أن يلاحظ الأعداء وجود اللاعب، ولكنها تحتوي أيضاً على القتال بواسطة المسدسات. من أشهر ألعاب التسلل ميتال جير (بالإنجليزية: Metal Gear).
- رعب البقاء على قيد الحياة (Survival Horror)

هي ألعاب تدور أحداثها مثل قصص الرعب، كما تحاول إفزاع اللاعب في عدة مناسبات كما في أدب الرعب عن طريق الأجواء أو الموت أو ظهور الزومبي (بالإنجليزية: Zombies) أو الدماء. ,تحتوي الألعاب أيضاً على العديد من الألغاز بجانب الهجوم على الأعداء. غالباً ما تكون ذخائر الأسلحة محدودة مقارنة بألعاب الأكشن الأخرى. أشهر ألعاب هذا النوع ريزدنت إيفل إضافة إلى سايلنت هيل.
- أنواع أخرى

تندرج العديد من الألعاب تحت مغامرات الأكشن. من بينها الألعاب التي تدور في العوالم الخيالية مثل لجند أوف زيلدا (بالإنجليزية: The Legend of Zelda)، والألعاب التي تدور في مدن حقيقية مثل تومب رايدر (بالإنجليزية: Tomb Raider).

### المغامرات (Adventure)

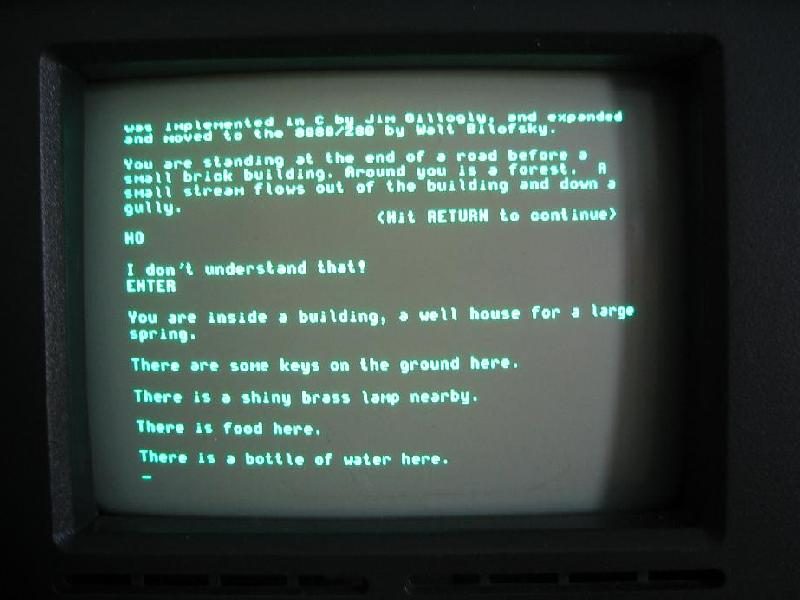
لعبة مغامرات نصية

هي الألعاب التي تركز على عنصر المغامرة والاستكشاف وغالباً ما تكون خالية من القتال.
- المغامرات النصية (Text Adventure)

هو نوع من الألعاب كان ذا شعبية كبيرة في السبعينات والثمانينات، وهو عبارة عن مغامرات بواسطة النصوص ومن دون صور، حيث يتم كتابة الكلمات بواسطة لوحة المفاتيح للتحكم بالشخصية. من أشهر الألعاب زورك (بالإنجليزية: Zork).
- مغامرات رسومية (Graphic Adventure)

هو نوع من ألعاب المغامرات وفيه يتجول اللاعب عن طريق تحريك المؤشر والضغط على الأغراض أو الأسهم في بيئة رسومية، حيث لكل موقع صورة ثابتة. ويمكن للاعب العثور على الأدوات واستخدامها في بعض المناطق. من أشهر الألعاب ميست (بالإنجليزية: Myst).
- الروايات المرئية (Visual Novel)

هو نوع سائد بشكل أساسي في اليابان، ولكن تم تصدير عدد من الألعاب خارجها. وهي عبارة عن مغامرات رسومية متأثرة بفن الأنمي، ومن بينها ألعاب محاكاة المواعدة (بالإنجليزية: Dating Sim). ويمكن للاعب التحرك ومخاطبة الشخصيات. عندما يخاطب اللاعب شخصية ما فإن صورة هذه الشخصية تظهر كبيرة في وسط الشاشة ويظهر مربع الحديث في الأسفل. من أشهر ألعاب الروايات المرئية التي صدرت لخارج اليابان لعبة أيس أتورني (بالإنجليزية: Ace Attorney).
الفيلم التفاعلي (Interactive Movie)
الفيلم التفاعلي يحتوي على مقاطع مسجلة مسبقاً، ولكن يمكن للاعب اختيار بعض الأمور. على سبيل المثال حينما تصبح الشخصية الرئيسية في خطر، يمكن للاعب أن يقرر ما إذا كان عليه الهروب أو استخدام السلاح. كلا الاختيارين يتبعهما مشهد مسجل من قبل. من أشهر ألعاب هذا النوع دراجونز لير (بالإنجليزية: Dragon's Lair).

### محاكاة البناء والإدارة (Construction & Management Simulation)
هي ألعاب يقوم فيها اللاعب بعمليات البناء والتوسعة والإدارة للمجتمعات والمشاريع الخيالية بواسطة ما هو متاح له من الموارد.

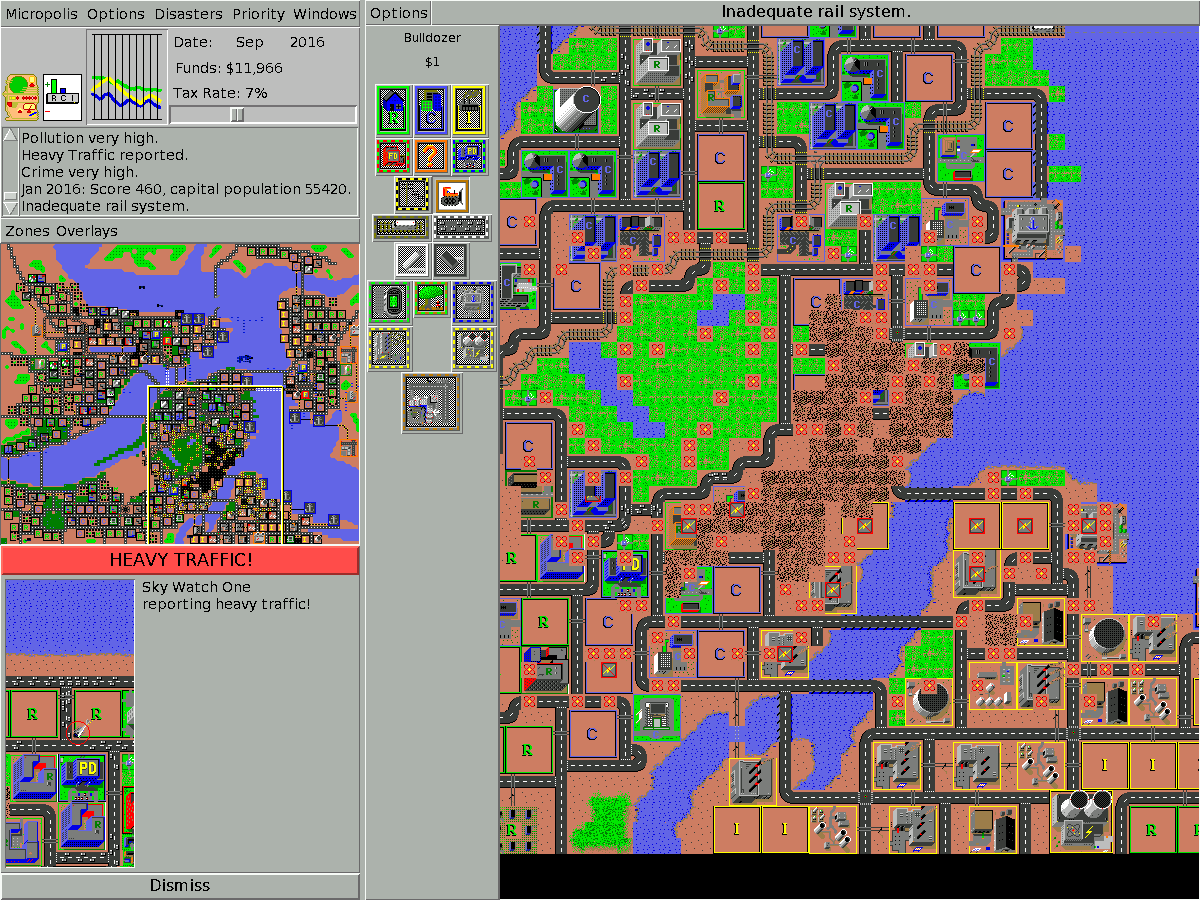
ميكروبوليس لعبة مبنية على نقل سيم سيتي إلى نظام تشغيل يونكس

- بناء المدن (بالإنجليزية: City-Building): في هذا النوع يقوم اللاعب ببناء المدن ابتداءً من البنية التحتية وموارد الطعام والحماية وتوفير مراكز الصحة والرعاية وصولاً لإدارة اقتصاد المدينة. النجاح في اللعبة هو بناء مدينة متكاملة ليعيش سكانها برفاهية بالإضافة إلى توفير موارد اقتصادية كبيرة. من ألعاب بناء المدن:
  - سيم سيتي
  - آي‌ بي‌ إم سيتي ون
- محاكاة التجارة (Business Simulation)

في ألعاب محاكاة التجارة يقوم اللاعب بالتحكم باقتصاد مشروع ما (بحسب اللعبة) ويقوم بإدارته. من بعض هذه المشاريع: المنتزهات الترفيهية، وشبكات القطارات، وشركات الخطوط الجوية. تعد ذا موفيز (بالإنجليزية: The Movies) من ألعاب محاكاة التجارة.
- لعبة إلهية (God Game)

هو اسم يطلق على ألعاب البناء والإدارة التي تشمل منطقة أكبر، مثل حضارة أو كوكب كامل. وغالباً لا يكون هنالك هدفاً معيناً يحدد نجاح اللاعب في اللعبة. من الألعاب المشهورة من هذا النوع سبور (بالإنجليزية: Spore).
- محاكاة الحكومة (Government Simulation)

ألعاب محاكاة الحكومة كما يوحي الاسم وتتيح للاعب التحكم بحكومة ما سياسياً لتحديد مصير البلد أو لخوض الحروب ضد البلدان المجاورة. بالانس أوف باور (بالإنجليزية: Balance of Power) مثال على هذا النوع.

### محاكاة الحياة (Life Simulation)
ألعاب محاكاة الحياة تتضمن التحكم بحياة الشخصيات أو تربية وترويض الكائنات.
- محاكاة تربية الحيوانات الأليفة (Pet-Raising Simulation)

في هذا النوع يقوم اللاعب تربية وتدريب والاهتمام بحيوان أليف رقمي. من أشهر ألعاب هذا النوع تماغوتشي (Tamagotchi).
- المحاكاة الاجتماعية (Social Simulation)

هي ألعاب يقوم فيها اللاعب بالتحكم بحياة مجموعة من الشخصيات في المنزل. ومن أشهر ألعاب هذا النوع ذا سيمز (The Sims).

### تمثيل الأدوار (Role-Playing)

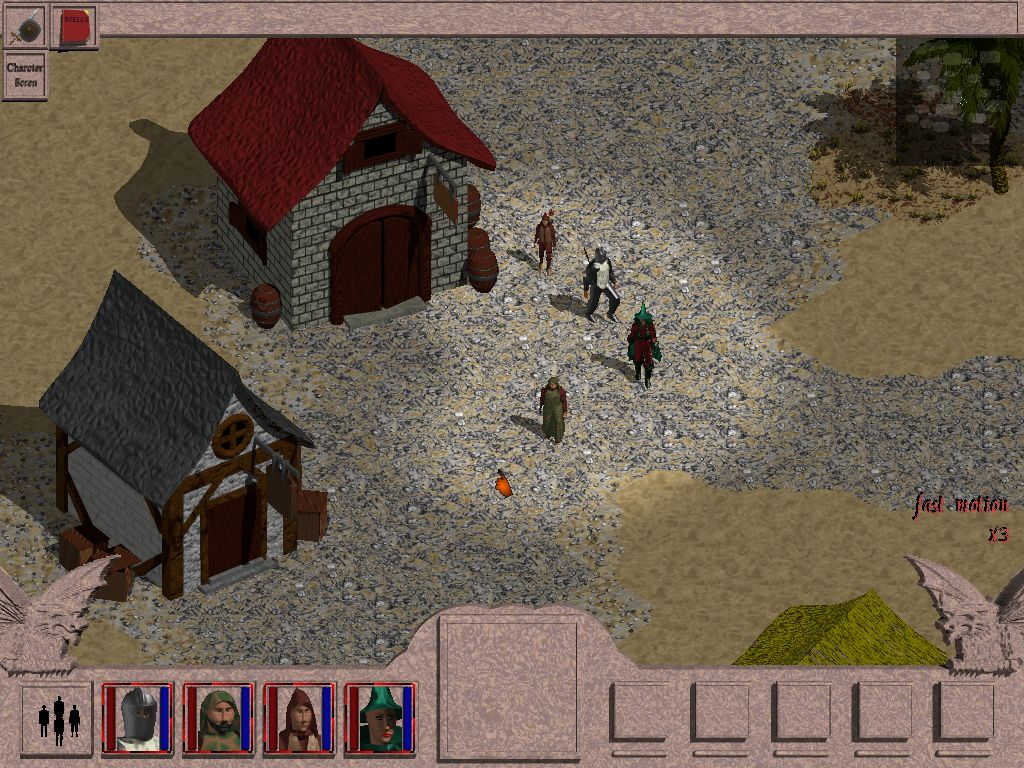
لعبة تمثيل الأدوار بأسلوب الحاسوب

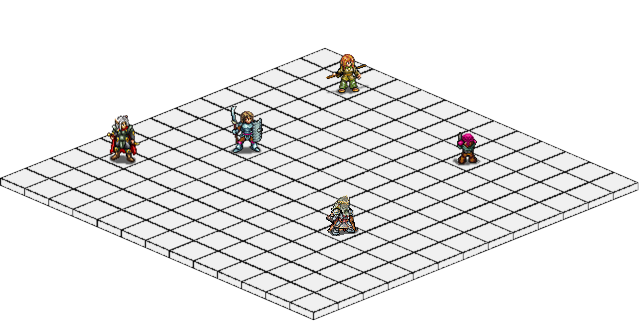
مثال لوضع الشخصيات في ساحة المعركة في ألعاب تمثيل الأدوار التكتيكية

ألعاب تمثيل الأدوار، وتسمى أيضاً آر بي جي، تشتمل على العديد من الأنواع الفرعية، ولكنها تشترك في عدة أمور، مثلاً يتحكم اللاعب بمجموعة من المغامرين لديهم مهارات قتالية أو سحرية. تحتوي ألعاب تمثيل الأدوار على قصة غالباً ما تكون أطول من الأنواع الأخرى في عالم كبير يحتوي على المدن والمناطق الأخرى والتضاريس المختلفة. يقاتل المغامرون أنواع مختلفة من الوحوش، ابتداء من الوحوش الأضعف. ومع حصول الشخصيات على نقاط الخبرة يزداد مستواهم ويتمكنوا من هزيمة الأعداء الأقوى.
- تمثيل الأدوار بأسلوب الحاسوب (Computer Role-Playing)

هو أحد أبرز أنواع ألعاب تمثيل الأدوار مخصصة غالباً لجهاز الحاسوب، ولكن ليس بالضرورة أن تكون كذلك. تبدأ الألعاب بإنشاء اللاعبين وتشمل على قصة غير خطية. إن هذا النوع من ألعاب تمثيل الأدوار هو من تخصص شركات البرمجة الأمريكية والأوروبية. من أشهر ألعاب هذا النوع ذي إلدر سكرولز (بالإنجليزية: The Elder Scrolls).
- تمثيل الأدوار بأسلوب أنظمة الألعاب المنزلية (Console Role-Playing)

بخلاف النوع السابق فإن ألعاب تمثيل الأدوار بأسلوب أنظمة الألعاب المنزلية تحتوي على شخصيات ثابتة محددة من قبل لكل منها تأثير مختلف على القصة الخطية. وهذا النوع من الألعاب يصدر أيضاً على الأجهزة المحمولة ونادراً للحاسوب، وهو من اختصاص شركات البرمجة اليابانية. من أشهر ألعاب هذا النوع فاينل فانتسي (Final Fantasy).

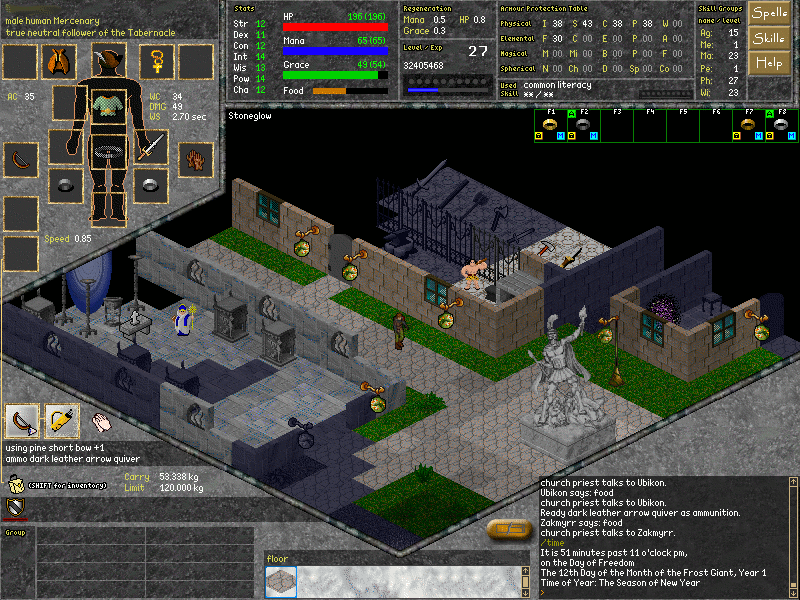
لعبة تمثيل الأدوار متعددة اللاعبين عبر الإنترنت (MMORPG)

- تمثيل الأدوار الأكشن (Action Role-Playing)

هو نوع يمزج بين عناصر ألعاب تمثيل الأدوار وعناصر ألعاب الأكشن. الاختلاف الرئيسي هو طريقة قتال الأعداء حيث في تمثيل الأدوار الأكشن يتم مهاجمة الأعداء بشكل مشابه لألعاب بيتم أب بينما في ألعاب تمثيل الأدوار يقاتل اللاعب الأعداء في معارك منفصلة. كينجدم هارتس (بالإنجليزية: Kingdom Hearts) مثال على ألعاب تمثيل الأدوار الأكشن.
- تمثيل الأدوار متعددة اللاعبين عبر الإنترنت (Massively Multiplayer Online Role-Playing)

نوع من ألعاب تمثيل الأدوار مشابه لتمثيل الأدوار الأكشن، يلعب فقط عبر الإنترنت مع اللاعبين الآخرين، أي في نفس العالم. معظم الألعاب تدور في العوالم الخيالية، وهناك عدد من الألعاب التي لها قصة خيال علمي. جميع اللاعبين يلعبون اللعبة في نفس العالم ويمكن أن يتفاعلوا أو يتعاونوا أو يتقايضوا الأدوات فيما بينهم. من أشهر ألعاب هذا النوع وورلد أوف ووركرافت (World of Warcraft).
- روجلايك (Rougelike)

ألعاب روجلايك تعتبر من ألعاب تمثيل الأدوار، وتدور في الزنزانات العشوائية التي تحتوي على الأعداء والأدوات وبعض الأمور الأخرى مثل السلم الذي يقود للطابق الأعلى أو لخارج الزنزانة. من أقدم ألعاب روجلايك نت هاك (بالإنجليزية: NetHack).
- تمثيل الأدوار التكتيكية (Tactical Role-Playing)

نوع تدمج بعض عناصر ألعاب تمثيل الأدوار مع الألعاب الإستراتيجية. يتم التحكم بالشخصيات في منطقة مكونة من مربعات كثيرة، لكل شخصيات اللاعب والشخصيات المعادية دور خاص به للتحرك أو الهجوم أو القيام بأي شيء آخر. شاينينج فورس (بالإنجليزية: Shining Force) مثال على هذا النوع.

### الإستراتيجية (Strategy)
الألعاب الإستراتيجية تركز على حذر اللاعب ومهارته وتخطيطه لكي ينتصر. في معظم الألعاب توضع الكاميرا في موقع علوي لكي يتمكن اللاعب من مشاهدة مساحة كبيرة من الساحة فيتحكم بوحدات جيشه لمهاجمة الخصم. تندرج معظم الألعاب الإستراتيجية من حيث الزمن إلى الوقت الحقيقي أو الأدوار المتعاقبة.

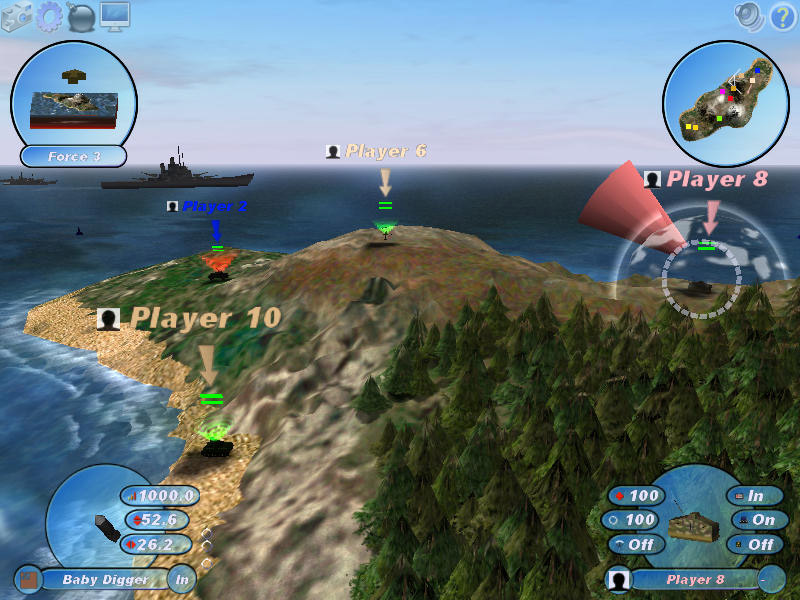
لعبة مدفعية

- المدفعية (Artillery)

هي ألعاب إستراتيجية مخصصة لفريقين أو ثلاثة يستخدم كل فريق الدبابات لمقاتلة الفريق أو الفرق الأخرى. معظم الألعاب ليست في الوقت الحقيقي، أي أن كل شخص له دور خاص لتحديد ما سيقوم به. جن باوند (بالإنجليزية: GunBound) مثال على هذا النوع.
- الإستراتيجية في الوقت الحقيقي (Real-Time Strategy)

كما يوحي الاسم، في هذا النوع تعد أطراف المعركة نفسها وتهاجم الأطراف الأخرى في نفس الوقت، أي ليس لكل طرف دور خاص به. على اللاعب تجميع الموارد وإعداد الجيش وفي نفس الوقت يكون مستعداً للدفاع عن نفسه ضد أي هجوم يحدث. وفي نفس الوقت يهجم على الخصوم. من أشهر ألعاب هذا النوع ستار كرافت (StarCraft).

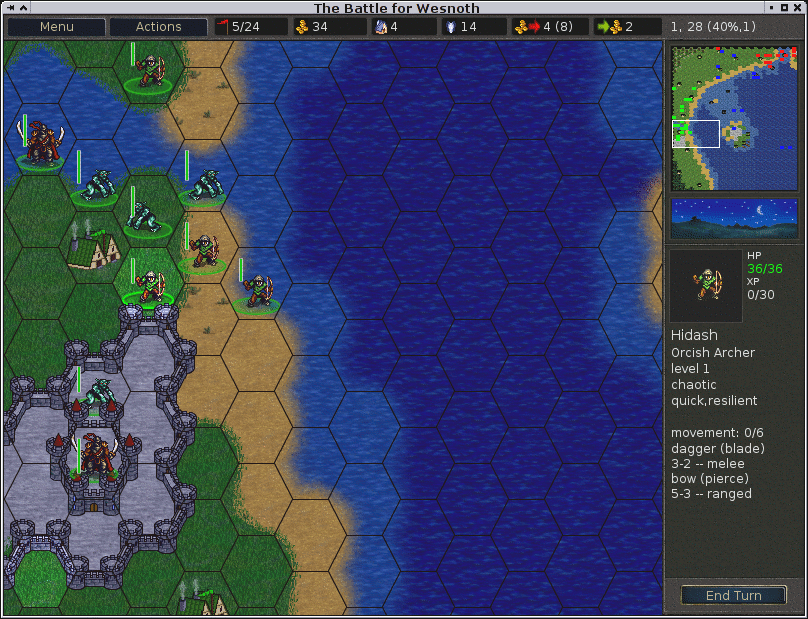
لعبة إستراتيجية معتمدة على الأدوار

- التكتيك في الوقت الحقيقي (Real-Time Tactics)

هو نوع مشابه لألعاب الإستراتيجية في الوقت الحقيقي، ولكنه لا يحتوي على إدارة الموارد والنقود والبناء، بل يركز على العمليات الحربية. رجال الحرب (بالإنجليزية: Men Of War) و كلوز كومبات (بالإنجليزية: Close Combat) مثال على هذا النوع.
- الإستراتيجية المعتمدة على الأدوار (Turn-Based Strategy)

نوع مشابه لألعاب تمثيل الأدوار التكتيكية ولكنه خالٍ من الكثير من عناصرها مثل أهمية الشخصيات ودورها في القصة. وأيضاً تشابه ألعاب الإستراتيجية في الوقت الحقيقي ولكن لكل طرف دور خاص به لتحديد ما يرغب بالقيام به مثل التقدم أو الهجوم. مثل أشهر ألعاب هذا النوع هيروز أوف مايت آند ماجيك نسخة محفوظة 3 مايو 2018 على موقع واي باك مشين. (بالإنجليزية: Heroes of Might and Magic).

### محاكاة وسائل النقل (Vehicle Simulation)

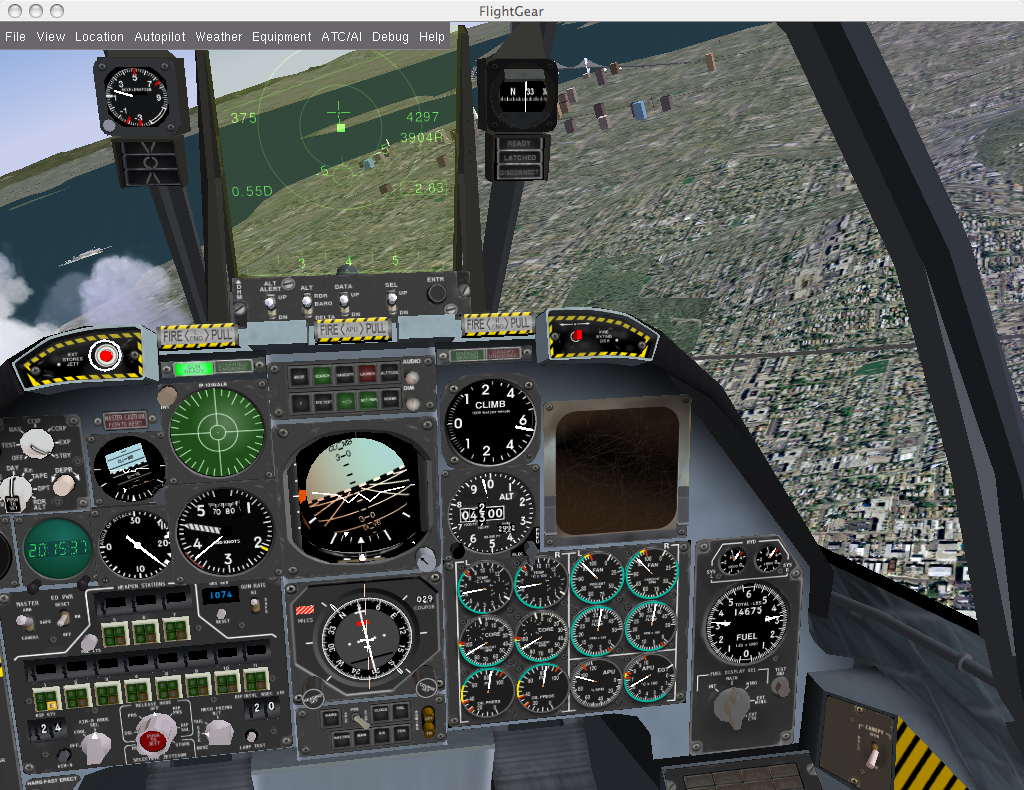
لعبة طيران

ألعاب محاكاة وسائل النقل تتيح للاعب التحكم بمختلف وسائل النقل مثل الطائرات والسيارات.
- الطيران (Flight)

في ألعاب محاكاة الطيران يتحكم اللاعب بطائرة مدنية أو حربية من الداخل. في ألعاب محاكاة الطائرات الحربية، يقوم اللاعب أيضاً بالتصويب والمشاركة في الصراع أيضاً، بينما في الطائرات المدنية يقوم اللاعب فقط بالتجول والتحليق. أشهر ألعاب الطيران هي مايكروسوفت فلايت سيميولتر.
- التسابق (Racing)

أنواع ألعاب التسابق الفرعية عديدة، وفيها يقود اللاعب المركبة في مضمار ضد المتسابقين الآخرين. من الأنواع الفرعية: السيارات الرياضية، الدراجات النارية، إندي كار، ناسكار، فورمولا 1، الكارت. من أشهر ألعاب التسابق (سيارات) لعبة غران تورزمو (بالإنجليزية: Gran Turismo).
- الطيران الفضائي (Space Flight)

في هذا النوع يتم التحكم بمركبة للطيران في الفضاء الخارجي حيث تختلف القواعد الفيزيائية عن كوكب الأرض فتكون طريقة الطيران مختلفة. إليت (بالإنجليزية: Elite) مثال على ألعاب الطيران الفضائي.
- القطارات (Train)

ألعاب القطارات تحاكي المركبات والبيئات والعمليات التجارية المتعلقة بخطوط سكك الحديد. من أشهر ألعاب هذا النوع مايكروسوفت ترين سيميوليتور (بالإنجليزية: Microsoft Train Simulator).
- صراع المركبات (Vehicular Combat)

في ألعاب صراع المركبات، بالإضافة إلى التسابق، يحتاج اللاعب إلى استخدام الأسلحة لكي يعرقل أو يقضي على الخصوم. تتيح معظم الألعاب مركبات مختلفة لكل منها نقطة قواها وضعفها. من الأمثلة على هذا النوع من الألعاب روك إن رول ريسينج (بالإنجليزية: Rock n' Roll Racing).

### الأنواع الأخرى
يوجد أنواع أخرى للألعاب لا يمكن أن تصنف من ضمن التصنيفات الرئيسية المذكورة أعلاه.

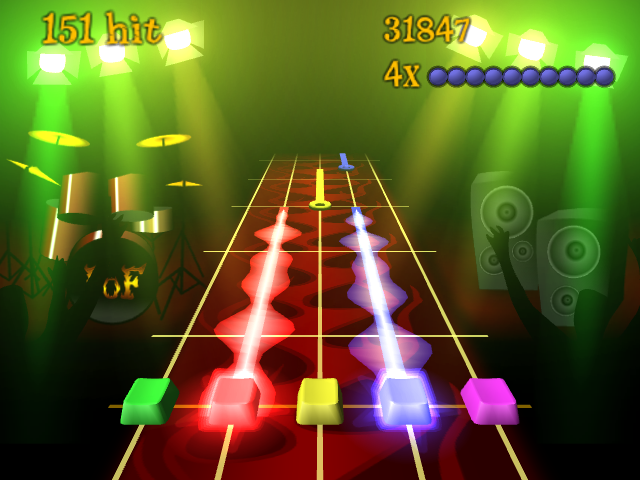
لعبة موسيقية

- الموسيقى (Music)

في ألعاب الموسيقى يتابع اللاعب الترنيمات أو السلسلات لكي يؤدي إيقاع معين. الكثير من ألعاب الموسيقى تكون ملحقة بوحدة تحكم خاصة مثل وسادة الرقص أو الأدوات الموسيقية مثل الجيتار والماراكا. دانس دانس رفولوشين (بالإنجليزية: Dance Dance Revolution) من أشهر الألعاب الموسيقية.
- الحفل (Party)

ألعاب الحفل تحتوي على الكثير من الألعاب الصغيرة متعددة اللاعبين، ومخصصة غالباً كتحدي بين العديد من اللاعبين. أشهر ألعاب الحفل هي ماريو بارتي.
- الألغاز (Puzzle)

كل لعبة ألغاز تختلف عن الألعاب الأخرى في طريقة اللعب، ولكن جميع الألعاب تحتوي على نوع من الألغاز المعقدة أو المتاهات أو الأحجيات. من ألعاب الألغاز لومينز (بالإنجليزية: Lumines).
- الرياضة (Sport)

هي ألعاب محاكية لمختلف الرياضات التقليدية. يقوم اللاعب بالتحكم برياضي واحد أو فريق كامل، أو يتكفل بالعمل الإداري للنادي. من الألعاب الرياضية فيفا و مادن إن إف إل نسخة محفوظة 5 أكتوبر 2014 على موقع واي باك مشين. (بالإنجليزية: Madden NFL) وهي لعبة كرة قدم أمريكية.
- التقليدية (Traditional)

الألعاب التقليدية هي ألعاب معروفة من قبل دخولها عالم ألعاب الفيديو مثل ورق اللعب أو مونوبولي أو الشطرنج أو ما جونغ أو لعبة غو أو لعبة الطاولة أو ألعاب البطاقات مثل ماجيك: ذا جاذرينغ (بالإنجليزية: Magic: The Gathering) أو مبارزة الوحوش (Yu-Gi-Oh! Duel Monsters).